# Йерузале
Йерузале (лит. Jeruzalė; «Иерусалим») — микрорайон города Вильнюс, находится к северу от центра города, на правом берегу реки Вилия. Входит в Вяркяйское староство. Граничит с районами Висоряй, Балтупяй, Сантаришки, Валакампяй и Новый Веркяй. Площадь составляет около 3 км², население — около 15 тысяч жителей (2018).

## История
Поселение Йерузале упоминается во второй половине XVII века. Виленский епископ Ежи Бяллозор выделил из принадлежащих епархии Вяркяйских владений участок, котором был возведён храм (он горел, восстанваливался, перестраивался) и часовни Крестного пути Христова, а также доминиканский монастырь.
В 1866 году в Йерузале было восемь домов с 55 жителями. До Первой мировой войны Йерузале принадлежал Вяркяйскому поместью. После реконструкции шоссе Вильно — Утена и улучшения сообщения с городом посёлок стал развиваться, но 1930 года оставлся отдельным. В 1949 году посёлок Йерузале был переименован в Веркяй.

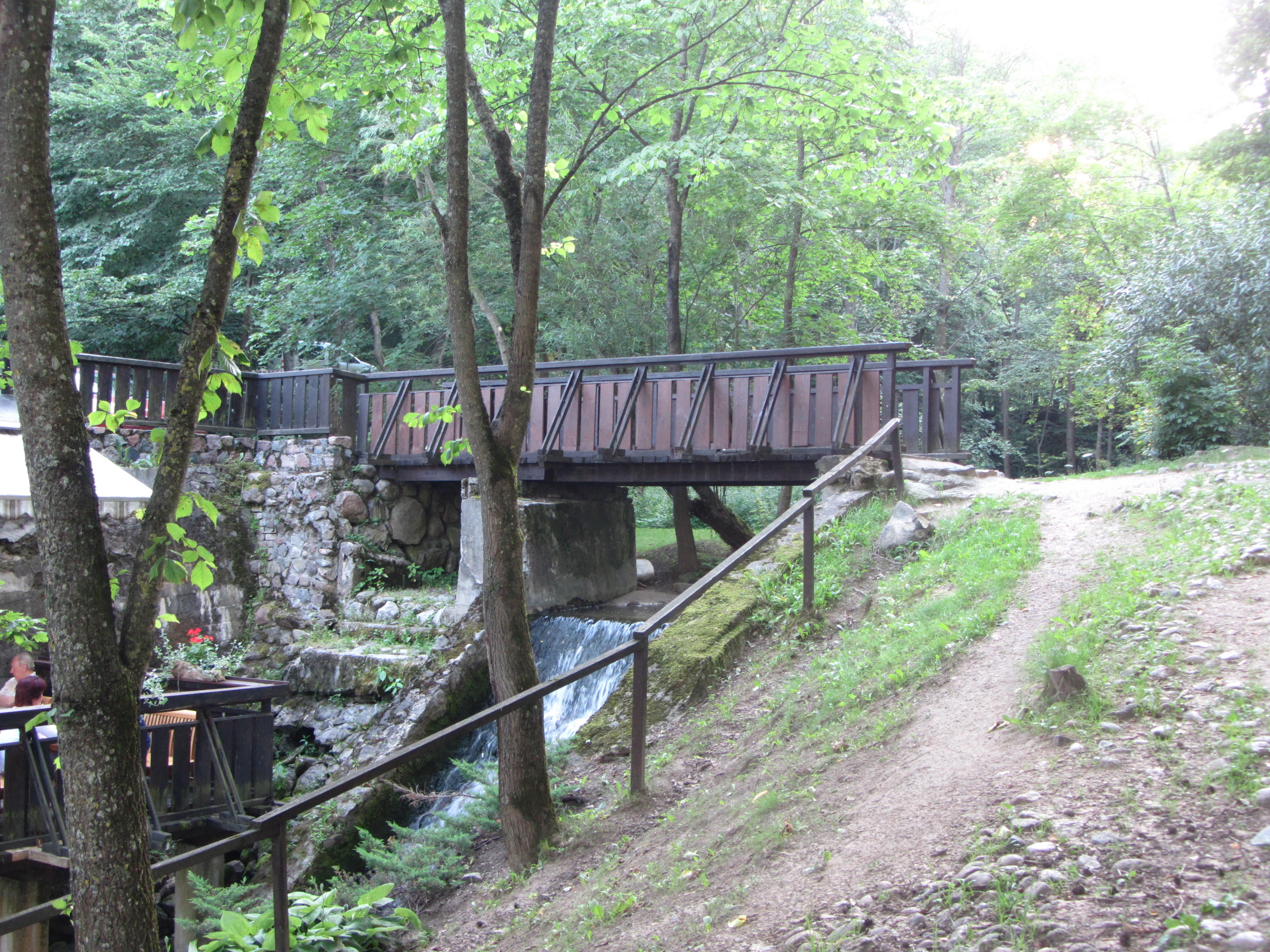
Мост у бывшей водяной мельницы

## Характеристика
В районе расположены Костёл Обретения Святого Креста (позднее барокко), Вильнюсская Йерузалимская средняя школа, Йерузалимский сад скульптур (Jeruzalės skulptūrų sodas; первый в Литве современный парк скульптур, созданный в 1970 году по инициативе скульптора Владаса Вильджюнаса и постепенно пополнявшийся произведениями скульпторов Пятраса Мазураса, Миндаугаса Навакаса и других, в настоящее время около пятидесяти), Веркяйский дворец, кладбище и бывшая водяная мельница, где сейчас расположен ресторан.
В Йерузале есть 2 торговых центра — «IKI — Jeruzalė» и «Rimi — Jeruzalė». Имеются школа и прогимназия, есть библиотека, также присутствует костёл.

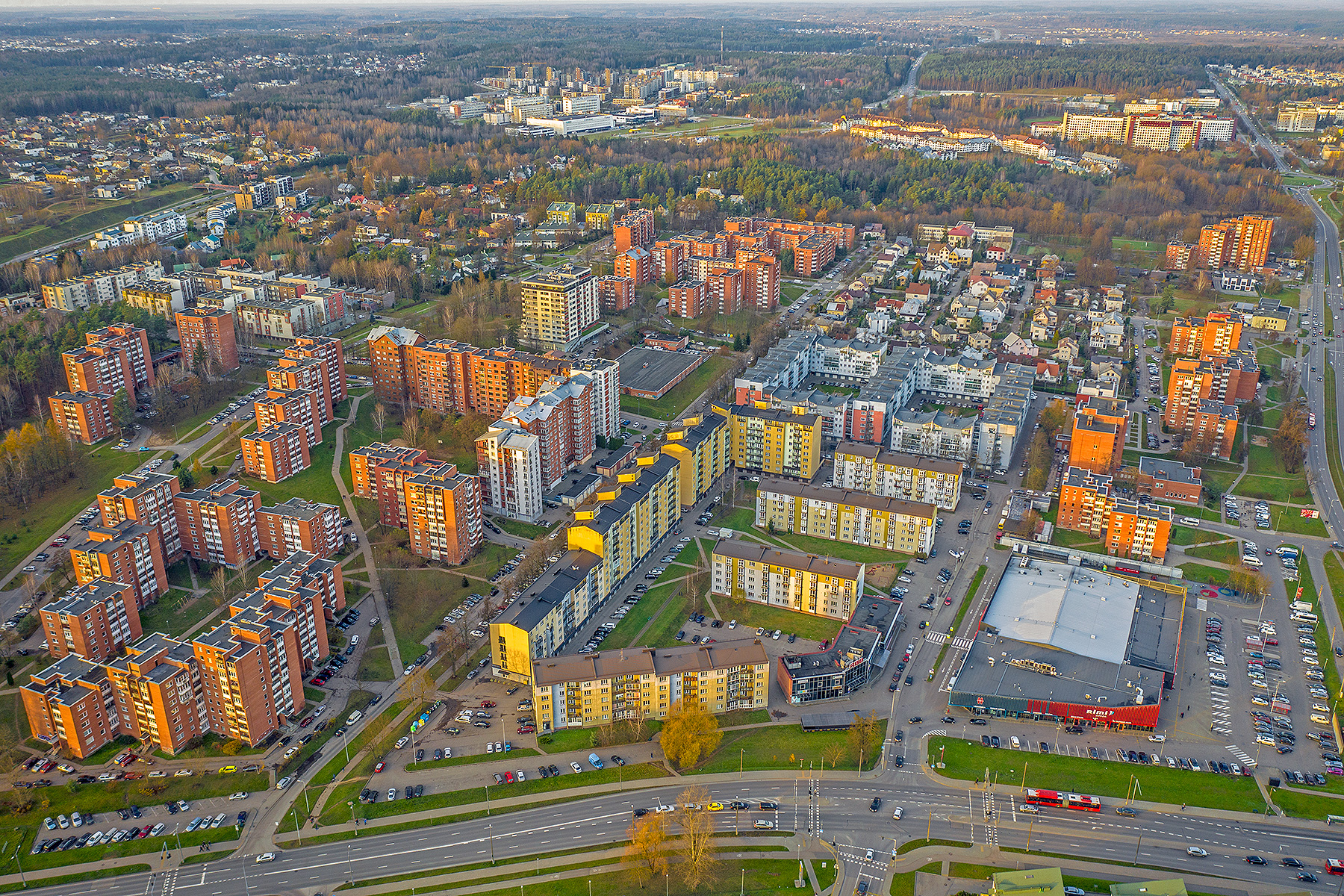
Вид с воздуха
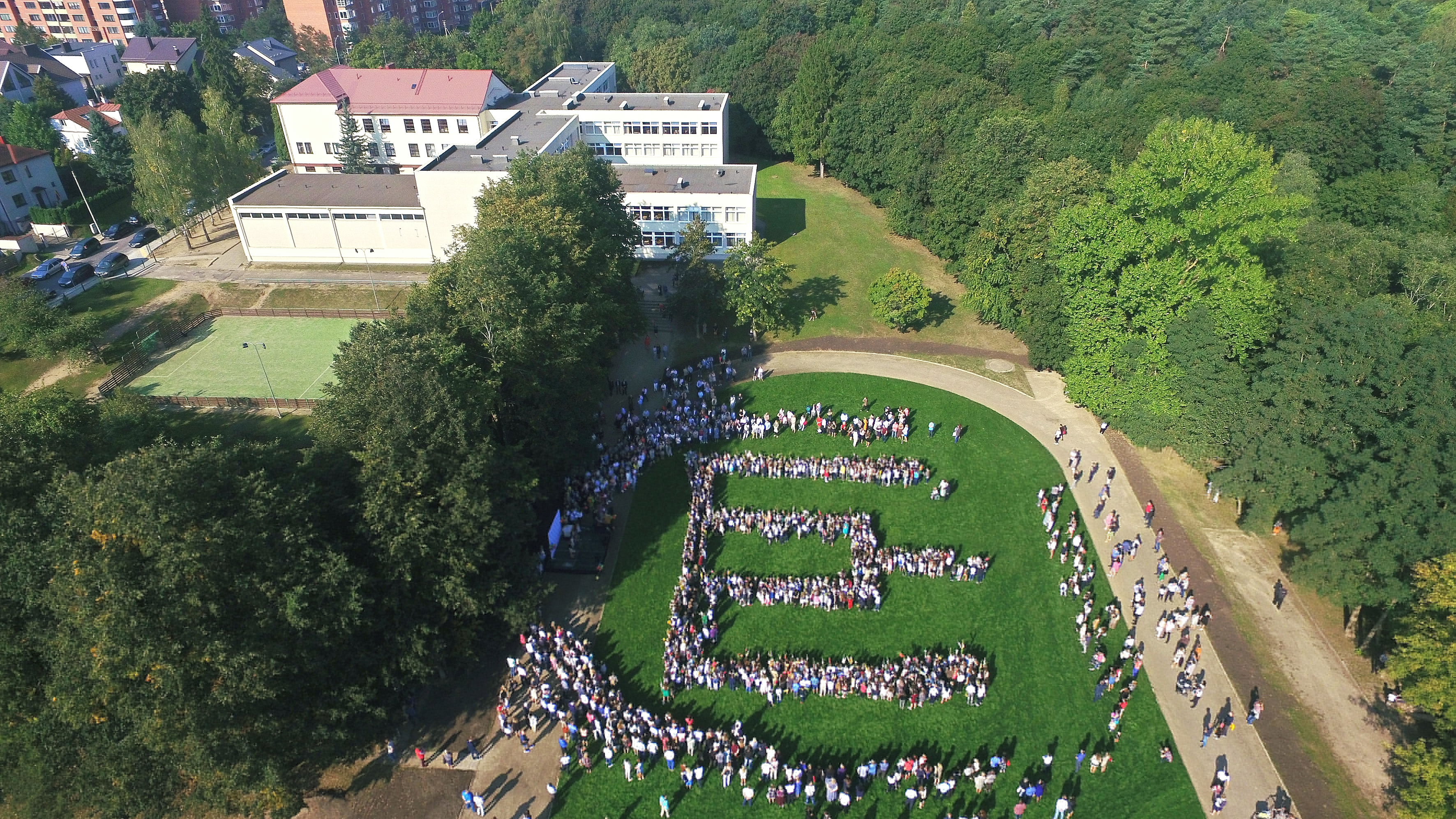
Прогимназия
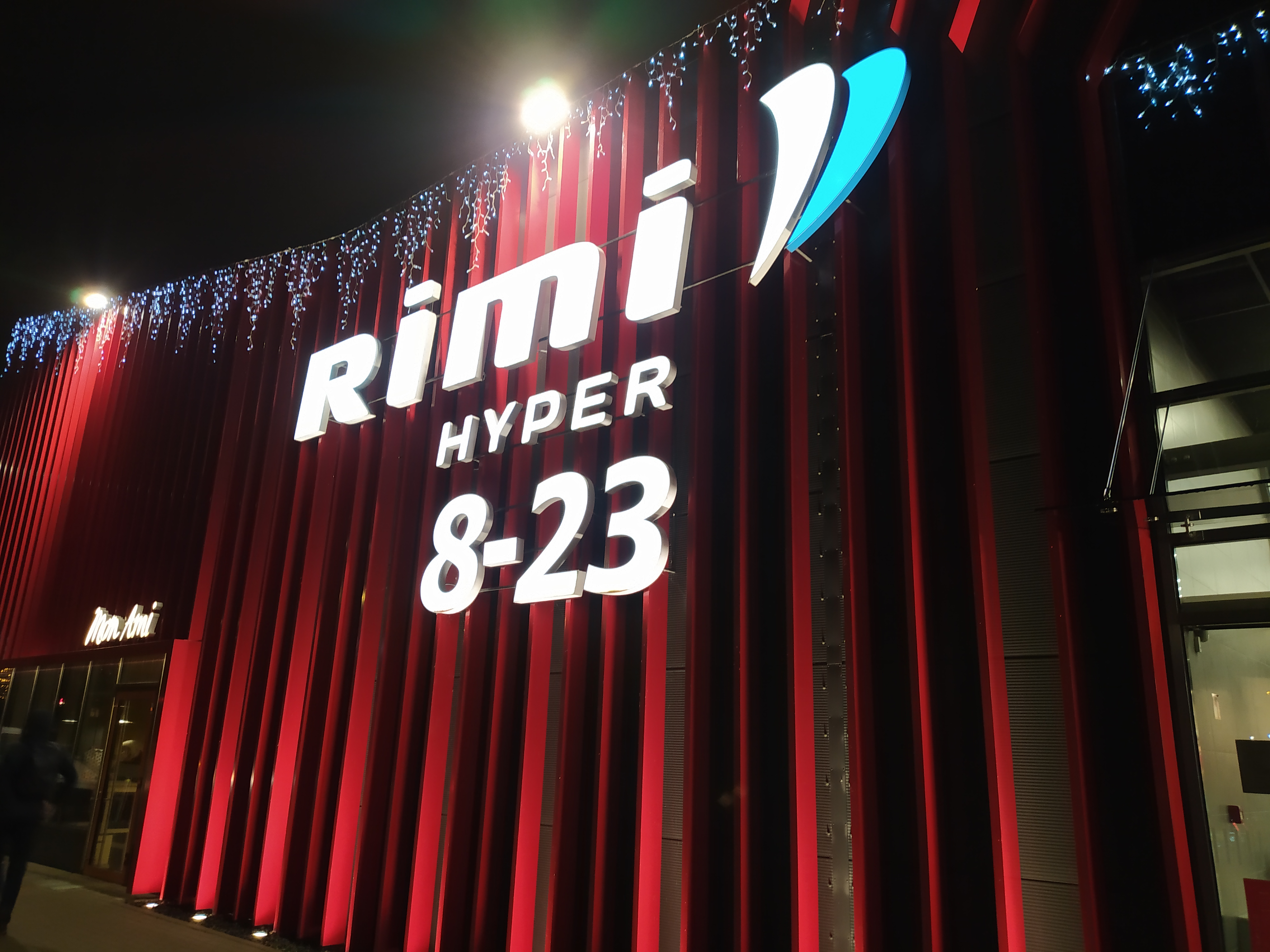
Торговый центр «Rimi — Jeruzalė»
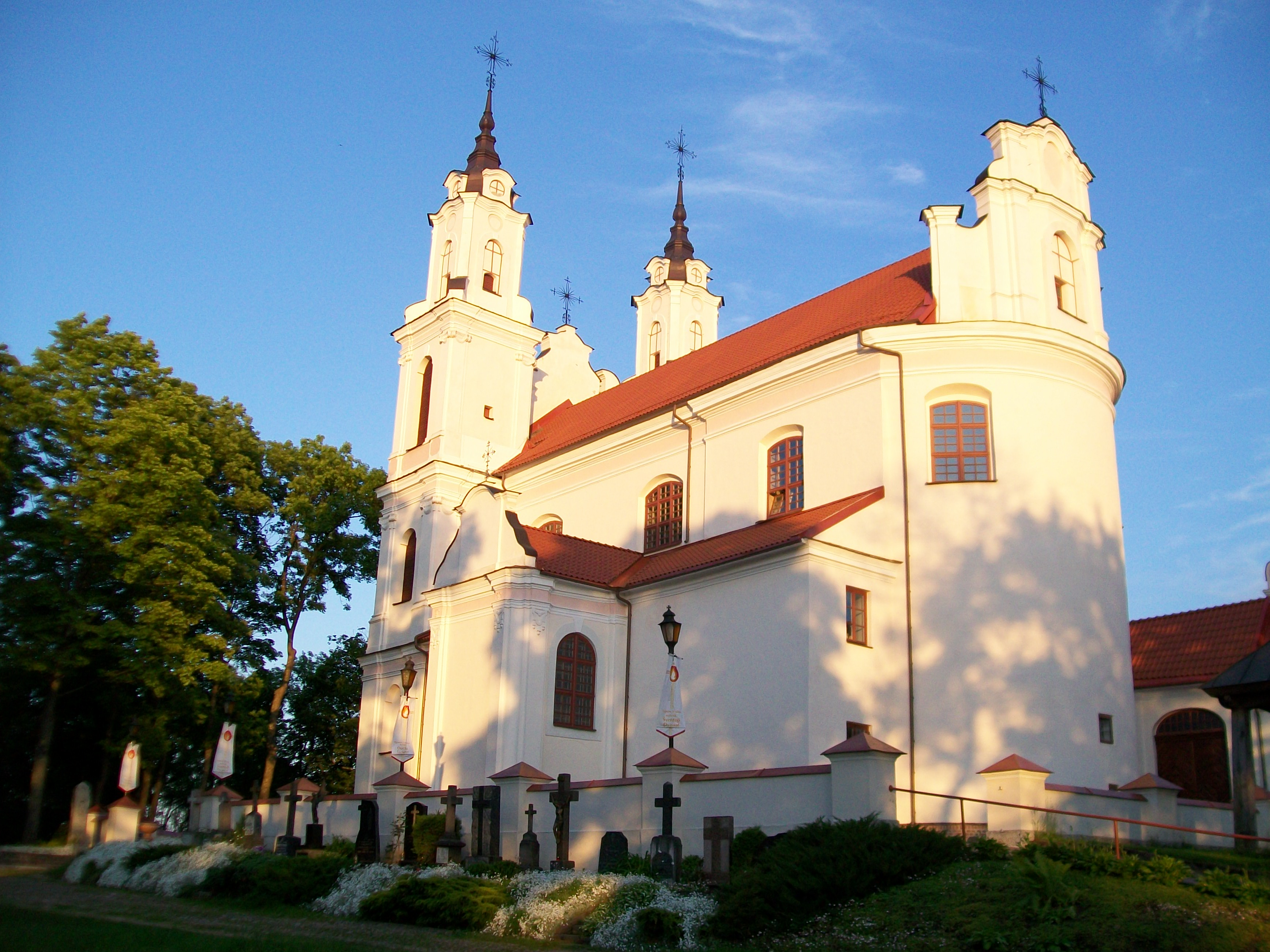
Костёл
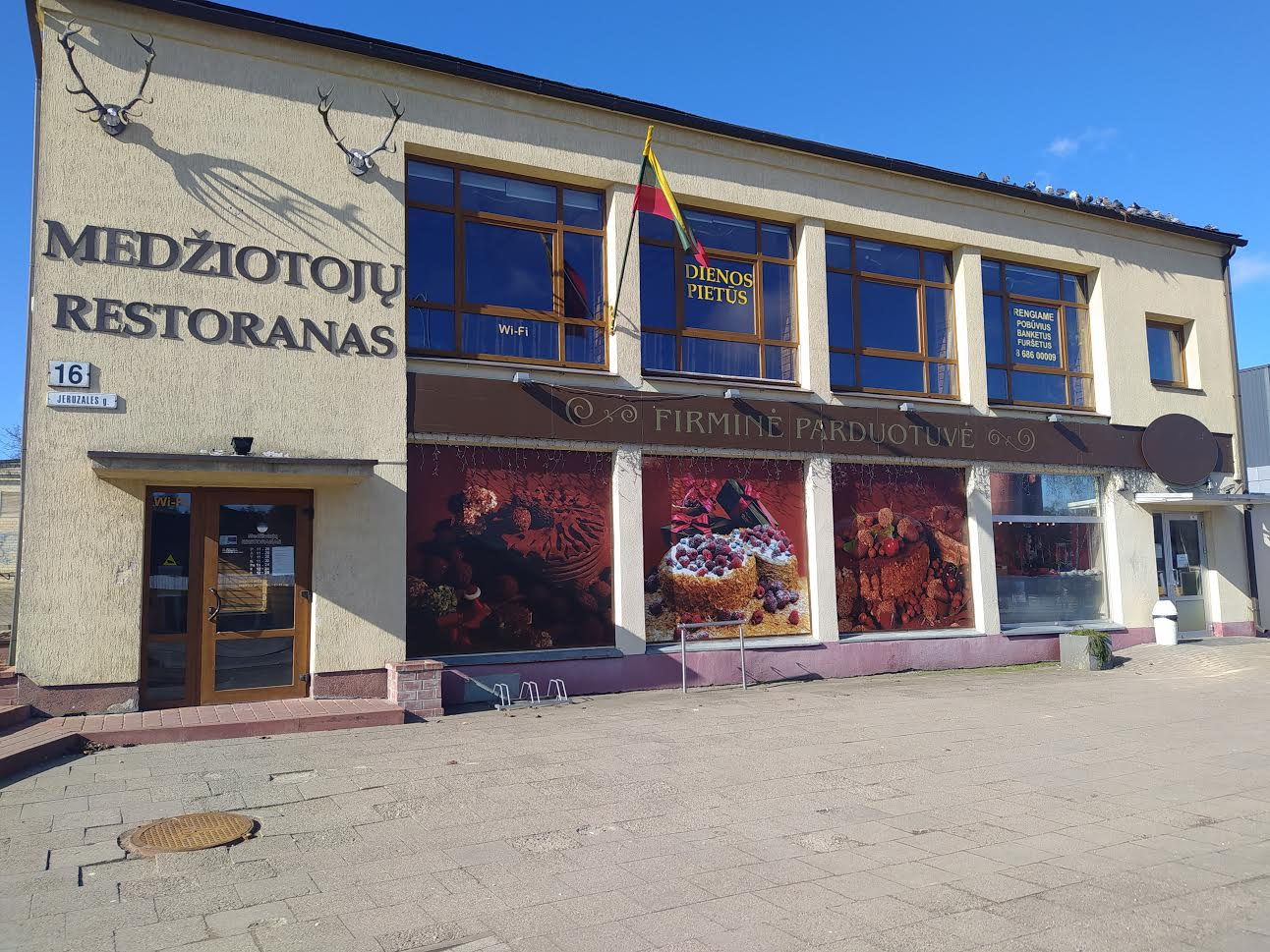
Ресторан
Школа
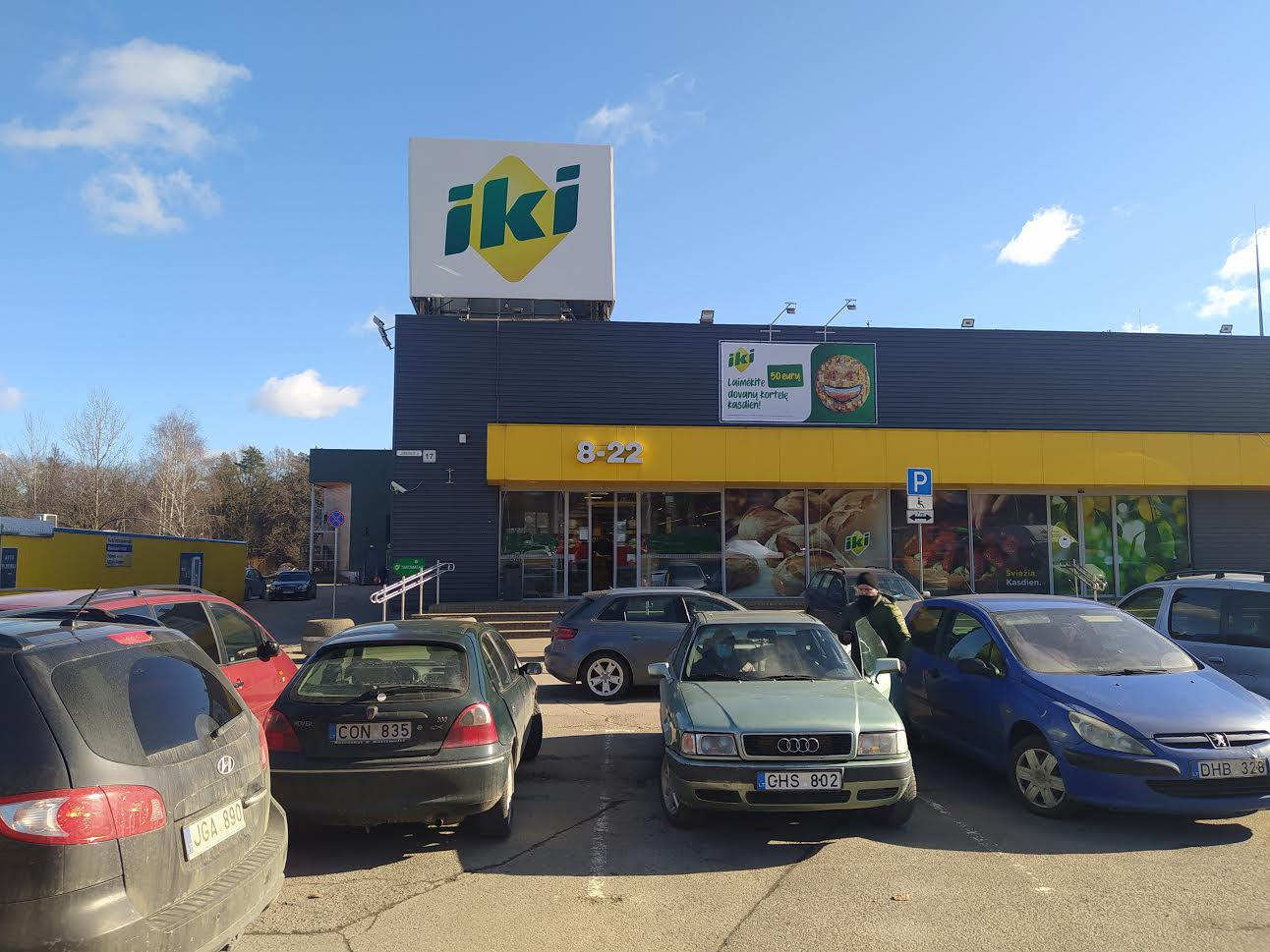
Торговый центр «IKI — Jeruzalė»
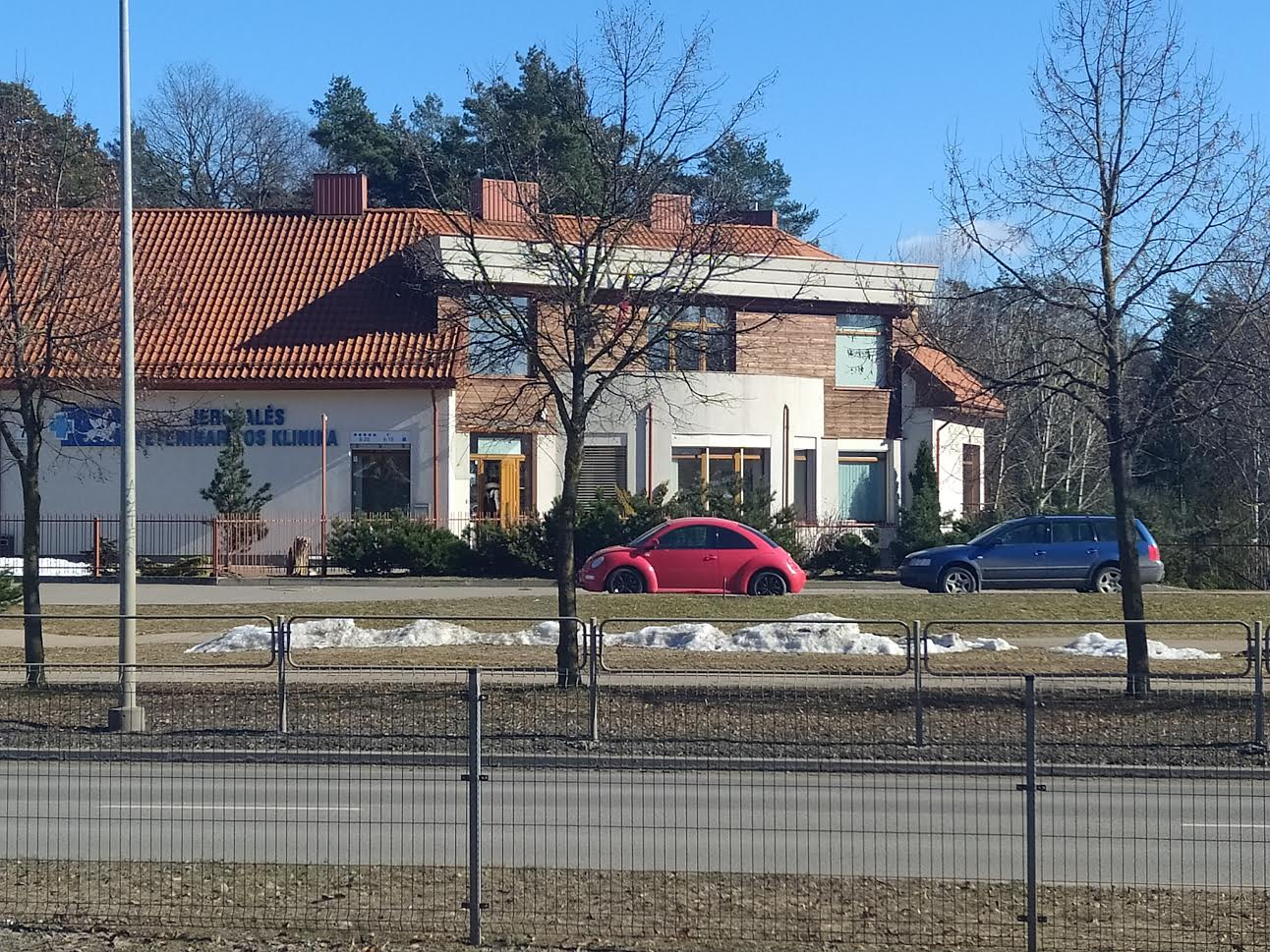
Ветеринарная клиника